# Catalisador Ziegler-Natta
Um catalisador Ziegler-Natta é usado na produção de polímeros vinílicos estereoregulares não-ramificados. Catalisadores Ziegler-Natta são tipicamente baseados em cloretos de titânio e compostos organometálicos de alquil alumínio.
Catalisadores Ziegler-Natta são usados para polimerizar 1-alcenos terminais.
Reação de polimerização:
n RCH=CH2 → -[RCH-CH2]n-
Karl Ziegler, pela sua descoberta deste catalisador baseado em titânio, e Giulio Natta, pela utilização deste para preparar polímeros estereoregulares, ganharam o prêmio Nobel em química em 1963.

## Polímeros poduzidos pelos catalisadores de Ziegler-Natta
- Polietileno
- Polipropileno
- Poli-alfa-olefinas amorfas (APAO, de Amorphous Poly-alpha-olefins)
- Álcool polivinílico
- Poliacetileno